# Bertram Dean
Bertram Vere Dean, né le 21 mai 1910 à Londres et mort le 14 avril 1992 à Southampton, est l'un des derniers survivants du naufrage du RMS Titanic en avril 1912 avec sa sœur cadette Millvina Dean.  

## Biographie

### Naissance et famille

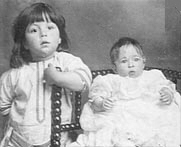
Bertram et Millvina.

Bertram Dean vit le jour le 21 mai 1910 à Londres. Ses parents, Bertram Frank Dean (né le 30 juin 1886) et Eva Georgette Dean née Light (née le 18 mai 1879) étaient propriétaires d'un pub dans la capitale britannique mais prévoyaient d'émigrer aux États-Unis, à Wichita dans le Kansas ou se trouvait déjà des membres de leur famille, dans l'objectif d'y ouvrir un magasin de tabac. Le couple avait également une fille plus jeune, Elizabeth Gladys Dean surnommée Millvina et née le 2 février 1912.

### Sur leTitanic
Bertram embarqua sur le Titanic avec ses parents et sa sœur à Southampton le mercredi 10 avril 1912 en tant que passager de troisième classe. Il allait bientôt avoir deux ans tandis que Millvina n'était âgée que de quelques semaines. Les Dean devaient initialement embarquer sur l' Adriatic mais une grève du charbon occasionna le transfert des passagers sur le nouveau paquebot de la White Star Line qui effectuait alors sa traversée inaugurale. 
Les Dean se trouvaient dans leur cabine lorsque le paquebot heurta un iceberg le soir du 14 avril 1912. Bertram Frank, réveillé par le bruit, monta sur le pont afin de savoir ce qui se passait. Alerté par les nouvelles, il redescendit dans sa cabine et réveilla son épouse en lui ordonnant d'habiller chaudement les deux enfants et de monter sur le pont des embarcations. Une fois sur place, il est difficile d'établir avec certitude le déroulement des événements. Si Eva Dean embarqua bel et bien sur le même canot que sa petite fille (probablement le canot numéro 10), on ne peut en revanche savoir si le jeune Bertram Vere se trouvait lui aussi avec sa mère ou bien si, perdu dans la foule et la confusion, il fut installé sur un autre canot. Toujours est-il que les deux enfants furent sauvés, ce qui ne fut pas le cas de Bertram Frank qui mourut dans le naufrage et dont le corps, par la suite, ne fut probablement jamais retrouvé.

### Après le naufrage
Bertram fut recueilli par le RMS Carpathia où il retrouva sa mère et sa sœur. Ils arrivèrent ensemble à New York le 18 avril et furent hébergés quelques semaines à l’hôpital Saint-Luc. Eva Dean, veuve et sans ressources, décida de rentrer au Royaume-Uni. Elle embarqua sur l' Adriatic avec ses deux enfants. Durant la traversée, la petite Millvina fut l'objet d'une grande curiosité de la part des passagers qui rivalisèrent pour la tenir dans leurs bras. Un reporter prit à cette époque des photos du bébé qu'il publia dans la presse (Bertram figurait sur certaines). Une collecte fut également organisée à bord du paquebot au profit de la famille Dean. 

### Vie après la catastrophe
De retour au Royaume-Uni, Eva s'installa chez ses parents et éleva Bertram et Millvina grâce aux pensions d'aides accordées aux victimes de la catastrophe. Elle se remaria en 1920. Bertram effectua sa scolarité à la King Edward's School de Southampton et s'intéressa très tôt au naufrage du Titanic. Employé sur un chantier naval à Southampton, il fit la connaissance de George William Beauchamp, un autre rescapé du naufrage qui affirma se trouver sur le même canot que lui au moment des faits, et lia une profonde amitié avec ce dernier. Il épousa Dorothy Sinclair mais ne laissa pas de descendance connue. Sa mère, Eva Dean, mourut en septembre 1975 à l'âge de 96 ans. 
Vers la fin de sa vie, Bertram Dean participa à de nombreuses manifestations liées à la mémoire du Titanic, accordant des entretiens et donnant de nombreuses conférences sur le sujet. Il fut plusieurs fois amené à rencontrer d'autres survivants de la catastrophe (en particulier Eva Hart) pour partager son vécu et son savoir. Il mourut d'une pneumonie à l'âge de 81 ans le 14 avril 1992, tout juste 80 ans après le naufrage. 
Sa sœur Millvina, ultime survivante du Titanic, mourut le 31 mai 2009 à l'âge de 97 ans.